# Battle of Mice
Battle of Mice – amerykański zespół muzyczny zaliczany do nurtu post metal.
Zespół powstał w 2005 roku. Tworzą go ludzie znani z innych grup, m.in. wokalistka Julie Christmas (Made Out of Babies) i Josh Graham (Neurosis). Płyty projektu są wydawane przez Neurot. Battle of Mice ma na koncie dwa splity: z Red Sparowes i Made Out of Babies (2006) oraz z Jesu (2008), a także jeden samodzielny album A Day of Nights (2006).

## Muzycy

### Aktualny skład zespołu
- Julie Christmas (Made Out of Babies) – wokal
- Josh Graham (Neurosis, ex-Red Sparowes, A Storm of Light) – gitary, klawisze, wokal
- Joel Hamilton (Book of Knots) – perkusja
- Tony Maimone (Book of Knots, Pere Ubu) – bas

### Byli członkowie
- Joe Tomino (Fugees, Dub Trio, Peeping Tom) – perkusja

## Dyskografia
- Triad (2006, split)
- A Day of Nights (2006)
- Jesu/Battle of Mice split EP (2008)